# Coarctotermes
Coarctotermes es un género de termitas  perteneciente a la familia Termitidae que tiene las siguientes especies:

## Especies
1. Coarctotermes beharaensis
2. Coarctotermes clepsydra
3. Coarctotermes pauliani